# 15 de mayo
Para las manifestaciones españolas de 2011 véase Protestas en España de 2011.
El 15 de mayo es el 135.º (centésimo trigésimo quinto) día del año en el calendario gregoriano y el 136.º en los años bisiestos. Quedan 230 días para finalizar el año.

## Acontecimientos
- 483 a. C. (día de la luna llena del mes vishaka [del 21 de abril al 21 de mayo]): en Kushinagar (India) fallece Buda, creador del budismo.[1]
- 392: el emperador Valentiniano II es asesinado mientras avanzaba hacia las Galias en busca del usurpador franco Arbogastes.
- 589: el rey Autario se casa con Teodelinda, hija del duque bávaro Garibaldo I. El catolicismo entra con gran influencia en la aristocracia lombarda.
- 1252: el papa Inocencio IV hace pública la bula papal ad extirpanda, en la que se autoriza, con algunos límites, la tortura de herejes a cargo de la Inquisición.
- 1303: fundación de la ciudad española de Chiclana de la Frontera por parte de don Alonso Pérez de Guzmán.
- 1536: en Londres (Inglaterra), la reina Ana Bolena comparece al juicio para enfrentarse a los cargos de traición, adulterio e incesto. Fue condenada a la pena de muerte por un jurado especialmente seleccionado.
- 1567: en Inglaterra, la reina María Estuardo se casa con el aristócrata James Hepburn, su tercer esposo.
- 1568: en Shanxi (China) sucede un terremoto. Posiblemente sea el mismo que se registró dos semanas atrás.
- 1602: En la costa atlántica de Estados Unidos Bartholomew Gosnold se convierte en el primer europeo en divisar el cabo Cod.
- 1618: Johannes Kepler confirma su descubrimiento previo sobre la tercera ley de movimientos de los planetas.
- 1629: se produce la batalla de Las Cangrejeras, un enfrentamiento militar en el contexto de la Guerra de Arauco librada en el sur de Chile durante la guerra defensiva entre españoles y mapuches. La batalla terminó en una importante victoria de los indígenas.
- 1648: Tratado de Münster, en el cual España reconoce la independencia de los Países Bajos.
- 1701: se inicia la guerra de sucesión española.
- 1718: en Londres, el abogado James Puckle patenta la primera ametralladora.
- 1755: los españoles se establecen en Laredo (Texas).
- 1792: en el marco de la Primera Coalición, Francia declara la guerra al Reino de Cerdeña.
- 1793: Diego Marín Aguilera vuela cerca de 360 metros y con una altitud de 5 o 6 metros, con el primer avión de plumas.
- 1796: en el marco de la Primera Coalición, Napoleón Bonaparte entra en Milán.
- 1800: Jorge III de Inglaterra sobrevive a un intento de asesinato a cargo de James Hadfield, que posteriormente alegó locura.
- 1811: Paraguay se independiza de España.
- 1813: en el marco de la guerra de independencia chilena, se libra el combate de San Carlos.
- 1836: en España, Francisco Javier Istúriz es nombrado presidente del gobierno.
- 1849: Tropas de las Dos Sicilias toman Palermo y derrocan el gobierno de Sicilia.
- 1858: apertura del Royal Opera House en Covent Garden, Londres.
- 1867: finaliza el Sitio de Querétaro y fin del Segundo Imperio Mexicano.
- 1885: en  Saskatchewan (Canadá) ―en el marco de la Rebelión del Noroeste (1885)―, empieza la batalla de Batoche, de cuatro días, en la que el gobierno canadiense vencerá a los rebeldes metís (grupo étnico independiente surgido en Canadá a partir de la unión entre mujeres de las Primeras Naciones ―como los cree y ojibwa― y empleados europeos ―especialmente franceses y británicos― de la Compañía de la bahía de Hudson).
- 1891: se promulga la encíclica Rerum Novarum del papa León XIII, a partir de la cual surge el movimiento político llamado democracia cristiana.
- 1896: primera proyección cinematográfica en España.
- 1902: El estadounidense Lyman Gilmore voló en un avión con motor a vapor, aunque no fue confirmado oficialmente.[2][3]
- 1905: en el estado de Nevada (Estados Unidos) se empieza a crear la villa de Las Vegas cuando se auditan 110 acres (en los que se construirá el centro de la ciudad).
- 1911: en Torreón (México), se produce la matanza de chinos.
- 1919: Invasión griega de Esmirna. Durante la invasión, el ejército griego mata o hiere a 350 turcos. Sus responsables son condenados por el comandante griego Aristides Stergiades.
- 1928: Mickey Mouse se presenta en sociedad por primera vez en Plane Crazy.
- 1931: en México se inaugura el Aeropuerto Internacional Benito Juárez.
- 1931: se publica en Chile el decreto con fuerza de ley que establece la denominación de origen pisco, la más antigua de Latinoamérica.
- 1934: Kārlis Ulmanis establece el gobierno legítimo de Letonia.
- 1935: en Moscú se inaugura la primera línea del metro.
- 1940: en Estados Unidos, los hermanos Dick y Mac McDonald abrieron el primer restaurante McDonald's en San Bernandino (California).
- 1940: en el marco de la Segunda Guerra Mundial, después de una dura batalla, las pésimas tropas entrenadas de Países Bajos se rinden a Alemania, comenzando cinco años de ocupación.
- 1943: las tropas alemanas comienzan, al este de Bosnia, la Operación Schwarz, con el objetivo de aniquilar las bases partisanas y a su líder, Tito.
- 1943: Iósif Stalin disuelve el Comintern.
- 1948: en Inglaterra, el asesinato de una niña de tres años de edad en Blackburn lleva a tomar las huellas digitales de más de 40 000 hombres en la ciudad en un intento por encontrar al asesino.
- 1955: en el Sitio de pruebas de Nevada, Estados Unidos detona su bomba atómica Zucchini, de 28 kilotones, la bomba n.º 65 de las 1132 que Estados Unidos detonó entre 1945 y 1992.
- 1957: en la isla Malden (en el océano Pacífico), Reino Unido realiza la primera prueba de bomba de hidrógeno, en la llamada Operación Grapple.
- 1958: lanzamiento del satélite artificial soviético Sputnik 3.
- 1960: la Unión Soviética lanza el satélite Sputnik 4.
- 1963: en el marco del Proyecto Mercury, Estados Unidos lanza con éxito la nave Mercury Atlas 9, con el astronauta Gordon Cooper a bordo. Se convierte en el primer estadounidense que pasa más de un día en el espacio.
- 1966: después de una disputa, el primer ministro survietnamita Nguyen Cao Ky da la orden de atacar las fuerzas del general Ton That Dinh.
- 1969: se abre el Parque de Atracciones de Madrid.
- 1972: la isla de Okinawa, bajo el control estadounidense desde 1945, vuelve al control de Japón.
- 1988: las tropas soviéticas inician la retirada de Afganistán después de ocho años de ocupación.
- 1993: se celebra en Millstreet (Irlanda), la XXXVIII Edición de Eurovisión. El tema del país anfitrión, «In your eyes» de la solista Niamh Kavanagh, es el vencedor.
- 1992: se lanza el álbum Lateralus de la banda Tool.
- 1992: en la Ciudad de México se funda la empresa Lucha Libre AAA Worldwide
- 2002: el equipo de fútbol español Real Madrid gana por novena vez la Copa de Europa.
- 2004: Sudáfrica es elegido sede para la Copa Mundial de Fútbol de 2010, convirtiéndose en el primer país africano en organizar la máxima competencia futbolística internacional y el segundo en organizar un evento deportivo masivo siendo el primero el Mundial de Rugby de 1995 celebrado en Sudáfrica misma
- 2007: se lanza el álbum Minutes To Midnight de la banda estadounidense de rock Linkin Park.
- 2009: en México se publica en el Diario Oficial de la Federación, la creación de la Consejería Jurídica del Ejecutivo Federal.
- 2010: en Caracas (Venezuela), Gustavo Cerati (cantante y compositor argentino de rock) sufre un accidente cerebrovascular que lo mantiene en coma hasta su fallecimiento, producido el 4 de septiembre de 2014.
- 2011: En diferentes puntos de España, se lleva a cabo el movimiento ciudadano conocido como 15-M o movimiento de los indignados. Varios grupos de personas acampan en plazas de diversas ciudades como protesta contra el bipartidismo, el dominio de bancos y corporaciones y pidiendo separación de poderes y otras medidas enfocadas a obtener una democracia real.[4]
- 2014: después de una manifestación pacífica cerca de la prisión israelí de Beitunia, en la Cisjordania palestina ocupada por Israel, policías israelíes impunes asesinan por la espalda a dos estudiantes palestinos: Nadim Nuwara (17 años, a las 13:45) y Mohammad Salameh (17 años, a las 14:58) en la matanza de Beitunia.[5]
- 2014: finalizan las elecciones generales en India con la victoria del partido nacionalista hindú Bharatiya Janata (BJP) de Narendra Modi.[6]
- 2014: en Brasil suceden oleada de protestas a un mes de la celebración del Mundial de Fútbol.[7]
- 2022: en España, la plataforma Consulta Popular Monarquía o República despliega 724 puntos de votación por distintos puntos del país y 15 ciudades extranjeras para llevar a cabo una encuesta sobre monarquía o república. En total, votan 81.617 personas, con 76.106 votos a favor de la república (93,25%), 4.731 a favor de la monarquía (5,81%) y 780 votos nulos o en blanco (0,94%).[8]
- 2022: en el MGM Grand Garden Arena se celebran los Billboard Music Awards. El presentador fue Sean "Diddy" Combs.
- 2025: Dos Hermanas se convierte en el municipio número 79 de la provincia de Misiones, Argentina, aprobada en una sesión ordinaria de la Cámara de Diputados.[9]

## Nacimientos
- 120: Víctor I, papa romano (f. 199).
- 1397: Sejong el Grande, rey de Corea (f. 1450).
- 1576: Claudio Monteverdi, compositor italiano (f. 1643).
- 1608: René Goupil, misionero francés (f. 1642).
- 1689: Lady Mary Wortley Montagu, escritora británica (f. 1762).
- 1763: Franz Danzi, compositor alemán (f. 1826).
- 1765: Isidro González Velázquez, arquitecto español (f. 1829).
- 1773: Klemens von Metternich, diplomático y estadista austriaco (f. 1859).
- 1778: Isidoro de Antillón, político e historiador español (f. 1814).
- 1803: Juan Nepomuceno Almonte, militar mexicano (f. 1869).
- 1808: Michael Balfe, compositor irlandés (f. 1870).
- 1809: Benoît Jules Mure, naturalista y anarcocomunista francés (f. 1858).
- 1817: Debendranath Tagore, líder religioso indio (f. 1905).
- 1827: Knud Bergslien, pintor noruego (f. 1908).
- 1848: Viktor Vasnetsov, pintor ruso (f. 1926).
- 1855: María Ossa de Amador, creadora de la primera bandera panameña (f. 1908).
- 1856: Lyman Frank Baum, escritor estadounidense (f. 1919).
- 1856: Matthias Zurbriggen, montañero suizo (f. 1917).
- 1857: Williamina Fleming, astrónoma británica (f. 1911).
- 1859: Pierre Curie, físico francés, premio nobel de física en 1903 (f. 1906).
- 1862: Arthur Schnitzler, médico y escritor austriaco (f. 1931).
- 1867: Adolfo Prieto y Álvarez de las Vallinas, empresario, industrial y filántropo español (f. 1945).
- 1878: Francisco Pujol, compositor español (f. 1945).
- 1882: Manuel Isidro Méndez, historiador español (f. 1972).
- 1884: José de Maturana, dramaturgo y anarquista argentino (f. 1917).
- 1890: Katherine Anne Porter, escritora estadounidense (f. 1980).
- 1891: Mijaíl Bulgakov, novelista y dramaturgo ruso (f. 1940).
- 1894: José Cubiles, director de orquesta y pianista español (f. 1971).
- 1895: Prescott Bush, banquero y político estadounidense (f. 1972).
- 1897: Wifredo Ricart, ingeniero español (f. 1974).
- 1898: Arletty, actriz y cantante francesa (f. 1992).
- 1898: Luis Garrido Díaz, filósofo mexicano (f. 1973).
- 1901: Luis Monti, futbolista argentino (f. 1983).
- 1901: Arturo Dúo Vital, director y compositor español (f. 1964).
- 1903: Germaine Dieterlen, antropóloga y cineasta francesa (f. 1999).
- 1903: María Reiche, matemática y arqueóloga alemana (f. 1998).
- 1905: Joseph Cotten, actor estadounidense (f. 1994).
- 1905: Abraham Zapruder, empresario estadounidense (f. 1970).
- 1905: Zhambyl Tulaev, francotirador soviética (f. 1961)
- 1907: Aurelio Miró Quesada Sosa, periodista e historiador peruano (f. 1998).
- 1907: Domingo López Torres, poeta español del Surrealismo (f. 1937).
- 1909: Genaro Guzmán Mayer, escritor, dramaturgo y poeta mexicano (f. 1974).[10]
- 1909: James Mason, actor británico (f. 1984).
- 1909: Clara Solovera, música chilena (f. 1992).
- 1910: Constance Cummings, actriz británica (f. 2005).
- 1911: Max Frisch, escritor suizo (f. 1991).
- 1911: Herta Oberheuser, doctora alemana nazi (f. 1978).
- 1915: Paul Samuelson, economista estadounidense, premio de ciencias económicas en memoria de Alfred Nobel en 1970 (f. 2009).
- 1915: Mario Monicelli, director de cine y guionista italiano (f. 2010).
- 1915: Iván Korolkov, militar soviético y Héroe de la Unión Soviética (f. 1973)
- 1918: Eddy Arnold, cantante y actor estadounidense (f. 2008).
- 1918: Joseph Wiseman, actor canadiense (f. 2009).
- 1918: María Tolstova, aviadora militar soviética (f. 2004).
- 1920: Michel Audiard, guionista y director de cine francés (f. 1985).
- 1920: Carlo Coccioli, escritor italiano (f. 2003).
- 1920: Nasrallah Pedro Sfeir de Reyfoun, cardenal libanés (f. 2019).
- 1922: Khiuaz Dospanova, piloto y navegante soviética de origen kazajo (f. 2008).
- 1923: Richard Avedon, fotógrafo estadounidense (f. 2004).
- 1923: Leocán Portus, político chileno (f. 2006).
- 1924: Maria Koepcke, ornitóloga, dibujante, fotógrafa alemana (f. 1971).
- 1924: Jaime García Terrés, poeta mexicano  (f. 1996).
- 1925: Bert Bolin, meteorólogo sueco (f. 2007).
- 1925: Ernesto Foldats, botánico, biólogo, orquideólogo venezolano (f. 2003).

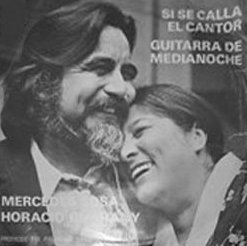
Horacio Guaraný

- 1925: Horacio Guaraní, músico argentino (f. 2017).
- 1926: Anthony Shaffer, dramaturgo, cineasta y guionista británico (f. 2001).
- 1926: Peter Shaffer, guionista estadounidense (f. 2016).
- 1929: Juanjo Menéndez, actor español (f. 2003).
- 1930: Jasper Johns, pintor estadounidense.
- 1930: Juan Carlos Mesa, actor y productor argentino (f. 2016).
- 1933: Jūzō Itami, cineasta japonés.
- 1936: Anna Maria Alberghetti, actriz italiana.
- 1936: Wavy Gravy, activista y payaso estadounidense.

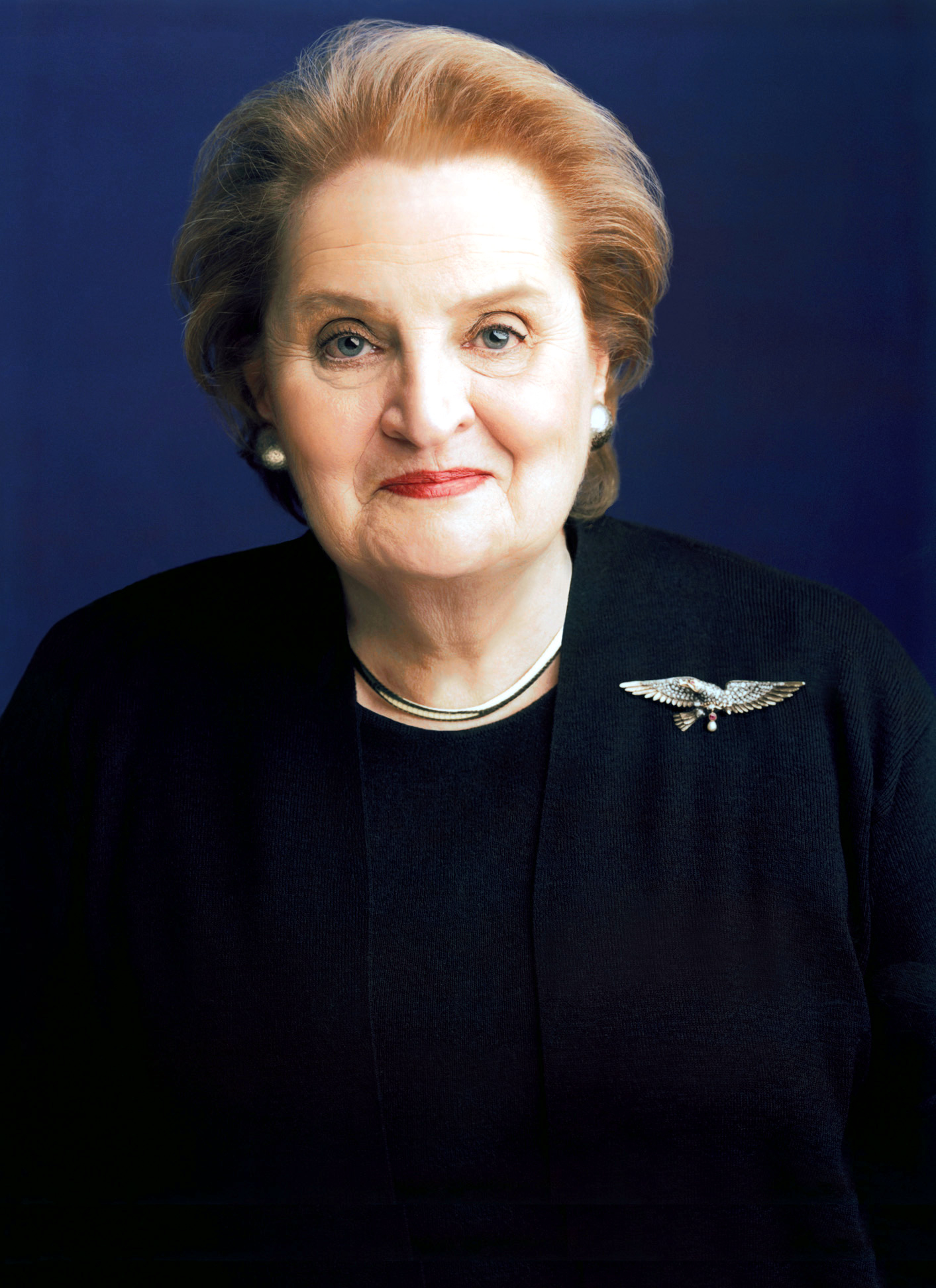
Madeleine Albright

- 1937: Madeleine Albright, diplomática y política checo-estadounidense (f. 2022).
- 1937: Trini López, cantante y actor estadounidense (f. 2020).
- 1937: René Drucker Colín, científico mexicano (f. 2017).
- 1938: Tommy Olivencia, músico portorriqueño (f. 2006).
- 1940: Álvaro Mejía Flórez, atleta colombiano. (f. 2021).
- 1940: Lainie Kazan, actriz y cantante estadounidense.
- 1940: Don Nelson, baloncestista y entrenador estadounidense.
- 1942: K. T. Oslin, cantante y compositora estadounidense de música country (f. 2020).
- 1943: Alan Rollinson, piloto británico de automovilismo (f. 2019).
- 1944: Ulrich Beck, sociólogo alemán (f. 2015).
- 1945: Duarte de Braganza, aristócrata portugués.
- 1945: Miguel Marín, futbolista argentino (f. 1991).
- 1948: Brian Eno, músico británico.
- 1948: Malcolm Stewart, actor canadiense.
- 1948: Kathleen Sebelius, política estadounidense.
- 1948: Jaume Sorribas, actor español (f. 2008).
- 1948: Kito Junqueira, actor y político brasileño (f. 2019).
- 1948: Nikolái Gorbachov, deportista soviético (f. 2019).
- 1948: Antonio Caride, actor de cine, teatro y televisión argentino (f. 2019).
- 1949: Elvira Rodríguez, economista española.
- 1950: Nicholas Hammond, actor estadounidense.
- 1950: Ana Rossetti, escritora española.
- 1951: Frank Wilczek, físico estadounidense, premio nobel de física en 2004.
- 1952: Chazz Palminteri, actor y drmaturgo estadounidense.
- 1952: Frederic Amat, pintor español.
- 1953: George Brett, beisbolista estadounidense.

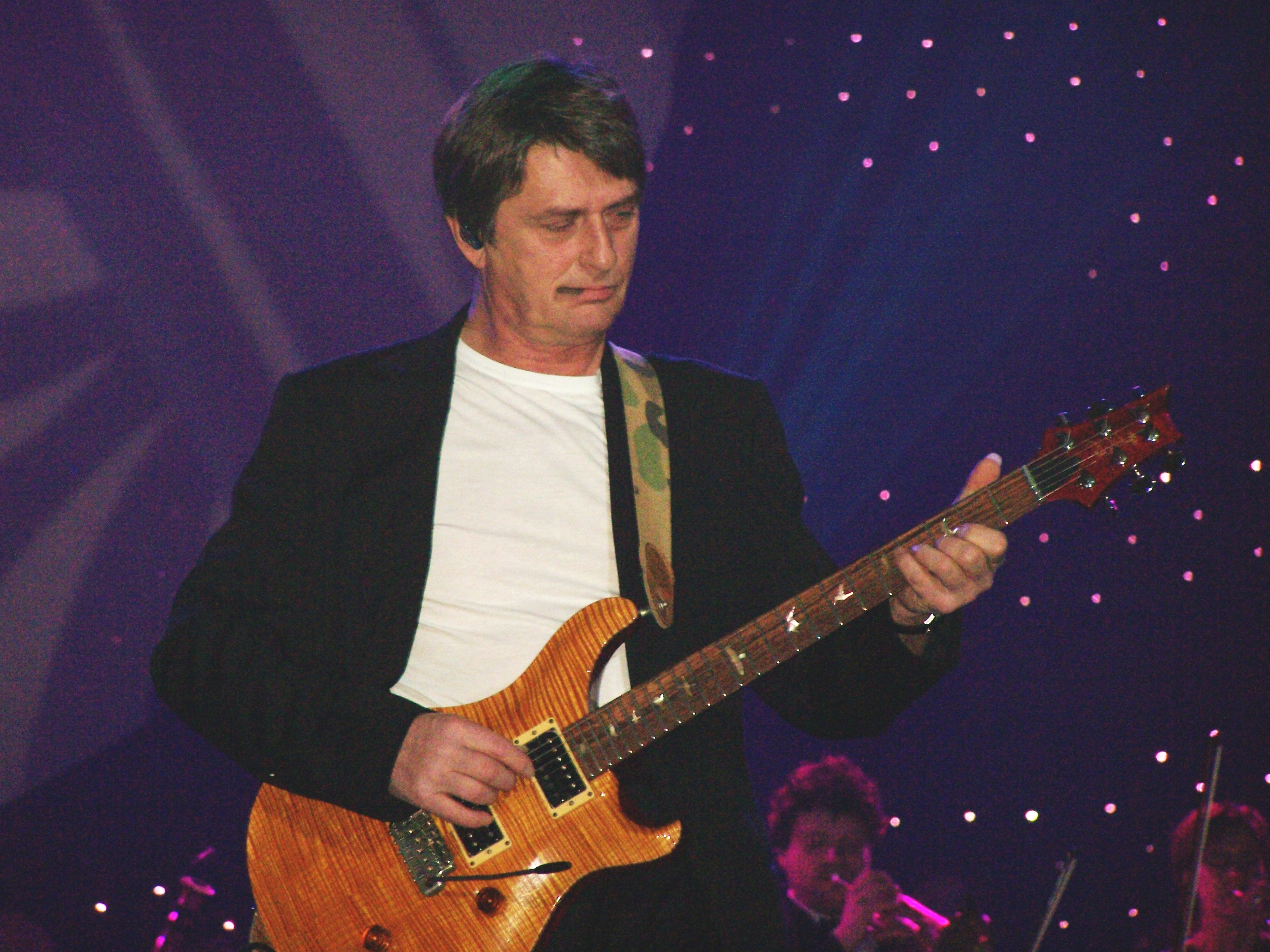
Mike Oldfield

- 1953: Mike Oldfield, músico británico.
- 1953: Joaquín Vial, economista chileno.

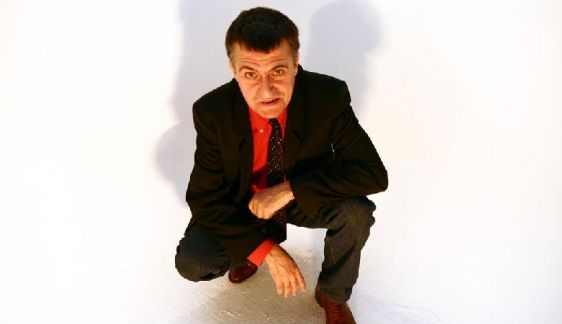
El Gran Wyoming

- 1955: Lee Horsley, actor estadounidense.
- 1955: El Gran Wyoming, humorista español.
- 1956: Dan Patrick, actor y comentarista estadounidense.
- 1957: Kevin Von Erich, luchador estadounidense.
- 1958: Ron Simmons, luchador estadounidense.
- 1959: Andrew Eldritch, músico británico, de la banda The Sisters of Mercy.
- 1959: Luis Pérez-Sala, piloto español de Fórmula 1.
- 1959: Michael Cantor, actor estadounidense (f. 1991).
- 1960: Leopoldo Barreda, político español.
- 1960: Rob Bowman, director de cine estadounidense.
- 1961: Katrin Cartlidge, actriz británica (f. 2002).
- 1961: Melle Mel, rapero y compositor estadounidense, de la banda Grandmaster Flash and the Furious Five.
- 1964: Digna Ochoa, política mexicana (f. 2001).

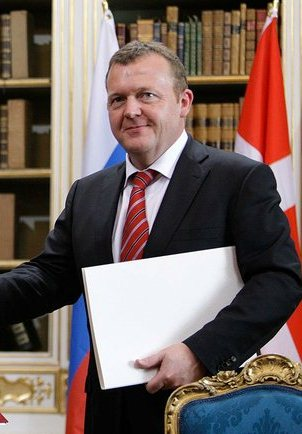
Lars Løkke Rasmussen

- 1964: Lars Løkke Rasmussen, político y primer ministro danés.
- 1964: Edson Fieschi, actor brasileño.
- 1965: Ana Cacopardo, periodista, presentadora de televisión y documentalista argentina.
- 1965: Carlos Castaño Gil, paramilitar colombiano (f. 2004).
- 1965: Grant Heslov, actor estadounidense.
- 1965: Raí, futbolista brasileño.
- 1966: Josep Linuesa, actor español.
- 1966: Ígor Konashénkov, militar ruso.
- 1967: Madhuri Dixit, actriz india.
- 1967: John Smoltz, beisbolista estadounidense.
- 1967: Orlando Zapata, activista cubano (f. 2010).
- 1968: Cecilia Malmström, política sueca.
- 1968: Seth Putnam, músico estadounidense (f. 2011).
- 1969: Assala Nasri, cantante siria.
- 1969: Emmitt Smith, jugador estadounidense de fútbol americano.
- 1970: Miguel Ángel Benítez, futbolista paraguayo.
- 1970: Frank de Boer, futbolista neerlandés.
- 1970: Brad Rowe, actor estadounidense.
- 1970: Ronald de Boer, futbolista neerlandés.
- 1971: Phil Pfister, strongman estadounidense.
- 1972: David Charvet, actor francés.
- 1972: Isidre Esteve, motorista de rallis español.
- 1973: Rafael Mercadante, actor, presentador, cantante, locutor de carácter internacional de la televisión mexicana.
- 1973: Ramón Ruiz, futbolista español.
- 1973: Min Dezillie, regatista belga.
- 1974: Carolina Castillejo, política española.
- 1974: Ahmet Zappa, músico estadounidense.
- 1974: Huey Dunbar, cantante estadounidense, exmiembro de DLG.
- 1974: Russell Hornsby, actor estadounidense.
- 1974: Caíco, futbolista brasileño.
- 1974: Khaled Al Fadhli, futbolista kuwaití.
- 1975: Peter Iwers, músico sueco (In Flames).
- 1975: Ray Lewis, jugador de fútbol americano estadounidense.
- 1975: Sandra Reyes, actriz colombiana (f. 2024).
- 1976: Jacek Krzynówek, futbolista polaco.
- 1976: Ryan Leaf, jugador de fútbol americano estadounidense.
- 1977: Alicilio Pinto Silva Junior, futbolista brasileño.
- 1978: Edu, futbolista brasileño.
- 1978: Caroline Dhavernas, actriz canadiense.
- 1978: Kosei Inoue, yudoca japonés.
- 1978: David Krumholtz, actor estadounidense.
- 1978: Dwayne De Rosario, futbolista canadiense.
- 1978: Krissy Taylor, modelo estadounidense (f. 1995).
- 1978: Flavia Gleske, actriz y modelo venezolana.
- 1978: Tino Zaballa, ciclista español.
- 1979: Adolfo Bautista, futbolista mexicano.
- 1979: Renato Dirnei, futbolista brasileño.
- 1979: André Dias, futbolista brasileño.
- 1979: Naroa Agirre, atleta española.
- 1979: Dominic Scott, guitarrista irlandés.
- 1979: Edina Csaba, esgrimidora húngara.
- 1979: Amalur Mendizabal, política española.
- 1979: Daniel Caines, atleta británico.
- 1979: Mau Penisula, futbolista marshalés.
- 1979: Isidro Candia, futbolista paraguayo.
- 1980: Josh Beckett, beisbolista estadounidense.
- 1980: Alejandro Marañón, futbolista español.
- 1980: Yvonne Hijgenaar, ciclista neerlandesa.
- 1981: Patrice Evra, futbolista francés-senegalés.
- 1981: Justin Morneau, beisbolista canadiense.
- 1981: Zara Phillips, aristócrata y jinete británica.
- 1981: Jamie-Lynn Sigler, actriz y cantante estadounidense.
- 1982: Alex Breckenridge, actriz estadounidense.
- 1982: Bradford Cox, músico estadounidense de la banda Deerhunter.
- 1982: Veronica Campbell, atleta jamaicana.
- 1982: Segundo Alejandro Castillo, futbolista ecuatoriano.
- 1982: Tatsuya Fujiwara, actor japonés.
- 1982: Jessica Sutta, cantante estadounidense, de la banda The Pussycat Dolls.
- 1984: Sérgio Jiménez, piloto de automovilismo brasileño.
- 1985: Denis Onyango, futbolista ugandés.
- 1986: Matías Fernández, futbolista chileno.
- 1986: Bienvenido Marañón, futbolista español.
- 1987: Kevin Constant, futbolista francés.
- 1987: Ersan İlyasova, baloncestista turco.
- 1987: Jennylyn Mercado, músico filipino.
- 1987: Andy Murray, tenista británico.
- 1987: Anaitz Arbilla, futbolista español.
- 1988: Marcus Collins, cantante, compositor y peluquero inglés.
- 1988: Steve Borg, futbolista maltés.
- 1989: Sunny, cantante coreana-estadounidense, integrante del grupo Girls' Generation.
- 1990: Lee Jong Hyun, cantante surcoreano.
- 1990: Stella Maxwell, modelo neozelandesa.
- 1990: Ali Michael, modelo estadounidense.
- 1990: Massimiliano Ammendola, futbolista italiano.
- 1991: Mollee Gray, actriz y cantante estadounidense.
- 1992: Gian Marco Ferrari, futbolista italiano.
- 1993: Sergio Pérez Leyva, futbolista español.
- 1993: Joey Pelupessy, futbolista neerlandés.
- 1993: Tomáš Kalas, futbolista checo.
- 1993: Willie Barbosa, futbolista brasileño.
- 1994: Abdulmajeed Al-Sulayhem, futbolista saudí.
- 1994: Kevin Presa Duarte, futbolista español.
- 1994: Steliano Filip, futbolista rumano.
- 1995: Kseniya Sitnik, cantante bielorrusa.
- 1995: Elke van Gorp, futbolista belga.
- 1995: Davíð Kristján Ólafsson, futbolista islandés.
- 1995: Diego Ascencio, futbolista salvadoreño.
- 1996: Birdy (Jasmine van den Bogaerde), cantante británica.
- 1996: Nerea Camacho, actriz española.
- 1996: Sara Thrige, futbolista danesa.
- 1996: Hector Hevel, futbolista neerlandés.
- 1996: Darvis Argueta, futbolista hondureño.
- 1996: Luis Maldonado, futbolista ecuatoriano.
- 1996: Yuga Watanabe, futbolista japonés.
- 1996: Sam Merrill, baloncestista estadounidense.
- 1997: Ousmane Dembélé, futbolista francés.
- 1997: Javier Díaz Sánchez, futbolista español.
- 1997: Gonzalo Almenara, futbolista español.
- 1997: Lorena Brandl, taekwondista alemana.
- 1997: Jérémy Fernandez, rugbista francés.
- 1997: Samuel Obeng, futbolista ghanés.
- 1997: Matías Gallegos, futbolista argentino.
- 1997: Joel Graterol, futbolista venezolano.
- 1997: Myles Carter, baloncestista estadounidense.
- 1998: Bartłomiej Urbański, futbolista polaco.
- 1998: José Mena Rodríguez, futbolista español.
- 1998: Anjan Bista, futbolista nepalí.
- 1998: Eric Vila, baloncestista español.
- 1998: Johan Camilo Caballero Cristancho, futbolista colombiano.
- 1998: Renny Cabezas, futbolista ecuatoriano.
- 1999: Arnór Sigurðsson, futbolista islandés.
- 1999: Aarón Salazar, futbolista costarricense.
- 1999: Klaudia Wojtunik, atleta polaco.
- 1999: Trevor Penning, jugador de fútbol americano estadounidense.
- 2000: Carolina Ponce, balonmanista argentina.
- 2000: Dayana Yastremska, tenista ucraniana.
- 2000: Cole Anthony, baloncestista estadounidense.
- 2000: Caterina Benedetti, balonmanista argentina.
- 2000: Alejandro Benítez Palomero, futbolista español.
- 2000: Diego Segovia, futbolista uruguayo.
- 2000: Ahmed Hesham, balonmanista egipcio.
- 2000: Jim Beers, futbolista neerlandés.
- 2000: Noah Williams, saltador británico.
- 2000: Rie Yoshida, nadadora japonesa.
- 2002: Au/Ra, cantante y compositora alemana.
- 2002: Lil Huddy, celebridad de internet y músico estadounidense.
- 2002: Gori, futbolista español.
- 2002: Jasurbek Jaloliddinov, futbolista uzbeko.
- 2002: Chrislain Matsima, futbolista francés.
- 2003: Luca Netz, futbolista alemán.
- 2003: Žan Jevšenak, futbolista esloveno.
- 2004: Ángel Alarcón, futbolista español.
- 2004: Silvia Lloris, futbolista española.

## Fallecimientos
- 392: Valentiniano II, emperador romano de Occidente entre el 375 y el 392 (n. 371).
- 1036: Emperador Go-Ichijō de Japón (n. 1008).
- 1091: Almotacín, rey hispanoárabe (n. 1037).

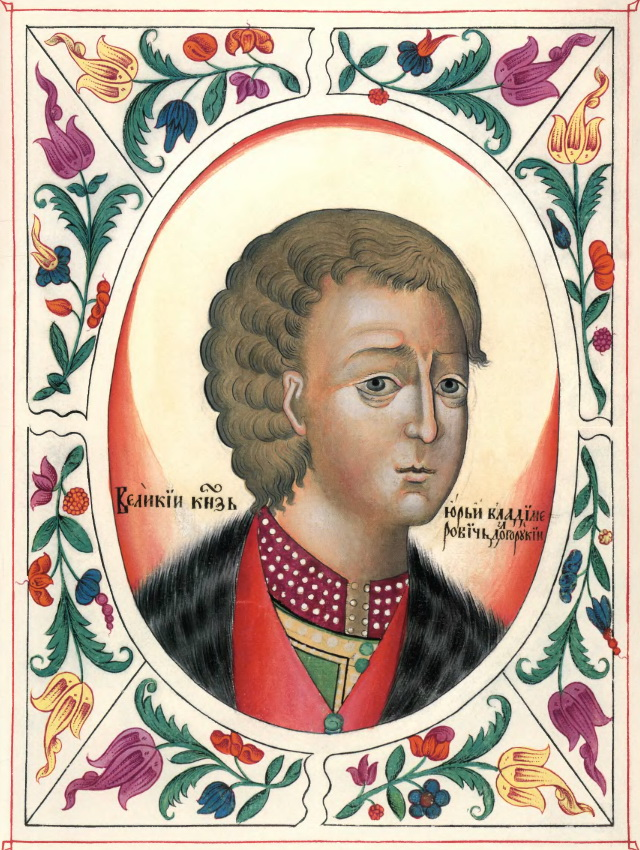
Yuri Dolgoruki

- 1157: Yuri Dolgoruki, gran príncipe de Moscú (n. 1099).
- 1174: Nur al-Din, gobernante sirio (n. 1118).
- 1585: Niwa Nagahide, señor de la guerra japonés (n. 1535).
- 1591: Dimitri Ivánovich, aristócrata ruso (n. 1582).
- 1634: Hendrick Avercamp, pintor neerlandés (n. 1585).
- 1698: Marie Desmares, actriz francesa (n. 1642).
- 1740: Ephraim Chambers, escritor británico (n. 1680).
- 1773: Alban Butler, sacerdote y escritor británico (n. 1710).
- 1786: Eva Ekeblad, científica sueca (n. 1724)
- 1789: Jean-Baptiste Marie Pierre, pintor y grabador francés (n. 1714).
- 1832: Carl Friedrich Zelter, compositor, director de orquesta y docente alemán (n. 1758).
- 1845: Braulio Carrillo Colina, presidente costarricense (n. 1800).
- 1879: Gottfried Semper, arquitecto alemán (n. 1803).

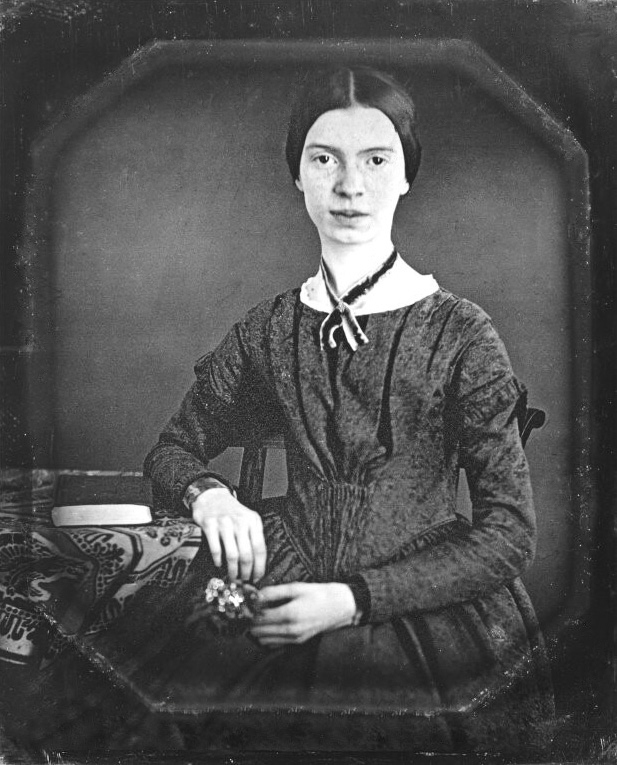
Emily Dickinson

- 1886: Emily Dickinson, poetisa estadounidense (n. 1830).
- 1891: Théodore Deck, ceramista francés (n. 1823).
- 1903: Victoriano Lorenzo, caudillo del ejército campesino panameño (n. 1867).
- 1904: Étienne Jules Marey, fue un médico, fotógrafo e investigador francés, destacó por sus investigaciones en el estudio fotográfico del movimiento. (n. 1830).
- 1908: Rafael Gómez, escritor y político mexicano (n. 1835).
- 1924: Paul d'Estournelles, diplomático francés, premio nobel de la paz en 1909 (n. 1852).
- 1931: Miguel Ángel Ortez, general y guerrillero nicaragüense (n. 1907).
- 1935: Kazimir Malévich, pintor ruso (n. 1878).
- 1945: Charles Williams, novelista británico (n. 1886).
- 1947: Miguel Abadía Méndez, fue un abogado, escritor, catedrático y político colombiano, miembro del Partido Conservador Colombiano. (n. 1867).
- 1948: Edward J. Flanagan, sacerdote estadounidense (n. 1886).
- 1953: Chet Miller, piloto estadounidense de automovilismo (n. 1902).
- 1954: Marmaduque Grove, militar, político y revolucionario chileno (n. 1878).
- 1954: William March, escritor estadounidense (n. 1893).
- 1956: Magdalena Aulina, religiosa española (f. 1897).
- 1956: Austin Osman Spare, pintor, escritor y ocultista británico (n. 1886).
- 1956: Adrian Rollini, músico estadounidense (n. 1904).
- 1957: Keith Andrews, piloto estadounidense de automovilismo (n. 1920).
- 1961: Claudio Fox, militar mexicano (n. 1885).
- 1963: Javier Heraud, poeta y guerrillero peruano (n. 1942).
- 1964: Vladko Maček, político croata (n. 1879).

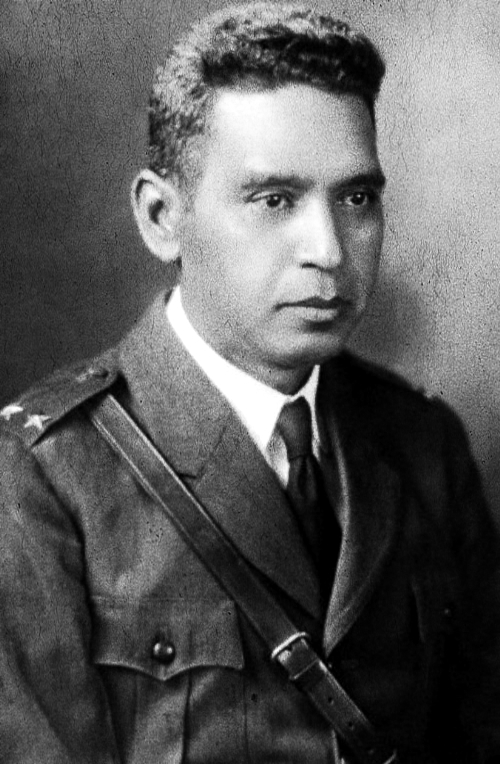
Maximiliano Hernández Martínez

- 1966: Maximiliano Hernández Martínez, militar salvadoreño (n. 1882).
- 1967: Edward Hopper, pintor estadounidense (n. 1882).
- 1970: Rodulfo Brito Foucher, jurista y académico (n. 1899).
- 1971: Tyrone Guthrie, cineasta británico (n. 1900).
- 1978: Robert Menzies, político australiano, 12.º primer ministro (n. 1894).
- 1980: Gordon Prange, historiador estadounidense (n. 1910).
- 1982: Gordon Smiley, piloto estadounidense de automovilismo (n. 1946).

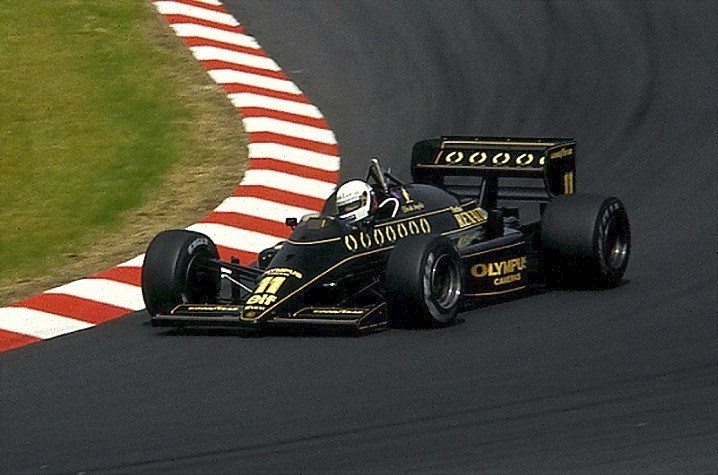
Elio de Angelis

- 1986: Elio de Angelis, piloto italiano de Fórmula 1 (n. 1958).
- 1991: Ronald Lacey, actor británico (n. 1935).
- 1994: Gilbert Roland, actor mexicano (n. 1905).
- 1997: Gastón Baquero, poeta y ensayista cubano (n. 1914).
- 1998: Earl Manigault, baloncestista estadounidense (n. 1944).
- 1999: Manuel D'Ornellas, periodista peruano (n. 1937).
- 2001: Jean-Philippe Lauer, arquitecto y egiptólogo francés (n. 1902).
- 2001: Bobby Murdoch, futbolista y entrenador escocés (n. 1944).
- 2003: June Carter Cash, cantante y actriz estadounidense (n. 1929).
- 2003: Silvia Piñeiro, actriz chilena (n. 1922).
- 2004: Narciso Ibáñez Menta, actor argentino (n. 1912).
- 2006: Cheikha Remitti, cantante argelina (n. 1923).
- 2007: Jerry Falwell, pastor estadounidense (n. 1933).
- 2007: Antonio Rodríguez, militar y deportista argentino (n. 1926).
- 2008: Alexander Courage, compositor estadounidense (n. 1919).
- 2009: Carlos Castilla del Pino, psiquiatra y escritor español (n. 1922).
- 2009: Wayman Tisdale, baloncestista estadounidense (n. 1964).
- 2010: Besian Idrizaj, futbolista austríaco (n. 1987).
- 2010: Loris Kessel, piloto suizo de automovilismo (n. 1950).
- 2011: Samuel Wanjiru, atleta keniano (n. 1986).

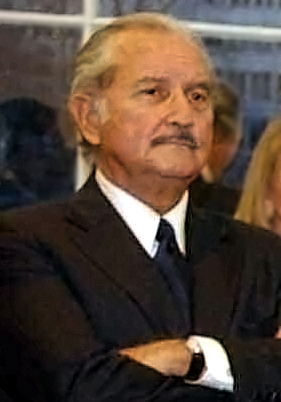
Carlos Fuentes

- 2012: Carlos Fuentes, escritor mexicano (n. 1928).
- 2012: José María Macarulla, bioquímico español (n. 1932).
- 2012: Zakaria Mohieddin, oficial militar y polìtico egipcio (n. 1918).
- 2012: Macrino Suárez, político español (n. 1936).
- 2013: Linden Chiles, actor estadounidense (n. 1933).
- 2013: Manolo Galván, cantante español (n. 1947).
- 2014: Jean-Luc Dehaene, político belga (n. 1940).
- 2015: Renzo Zorzi piloto italiano de automovilismo (n. 1946).
- 2017: Víktor Gorbatkó, cosmonauta soviético (n. 1934).
- 2017: Ian Brady, asesino en serie británico (n. 1938).
- 2020: Fred Willard, comediante y actor estadounidense (n. 1933).
- 2023: Robert Lucas, economista estadounidense (n. 1937).

## Celebraciones
- Día Internacional de la Familia.
- Día Internacional de las Mucopolisacaridosis (MPS).
- Día Internacional de la Esclerosis Tuberosa.
- Día Internacional del Síndrome de Ehlers-Danlos.
- Día Internacional de la Objeción de Conciencia.[11]
- Día Mundial de la Repostería.[12]

 Por países
(Por orden alfabético)
- Argentina: 
  - Día del Trabajador Sanitarista.
  - Día del Docente Universitario.
    -  Misiones: 
      - Día de las Madres y Padres de Niños Prematuros.[13]
La fecha fue establecida por la Legislatura misionera en 2021, por Ley XVII - N°88, como parte de la creación del Programa Provincial de Seguimiento del Recién Nacido en Riesgo.

- Chile: 
  - Día del Pisco.

- Colombia: 
  - Día del Maestro.

- Corea del Sur: 
  - Día del Maestro.

- Costa Rica: 
  - Día del agricultor costarricense.

- El Salvador: 
  - Día de la Enfermera.

- Japón: 
  - Kioto: Aoi Matsuri.
  - Izumo Taisha: Segundo día del Festival anual (14 de mayo-16 de mayo).

- México: 
  - Día del Maestro.

- Palestina: 
  - Día de la Nakba (el día de la catástrofe).

- Paraguay: 
  - Día de la Madre.[14]

### Santoral católico

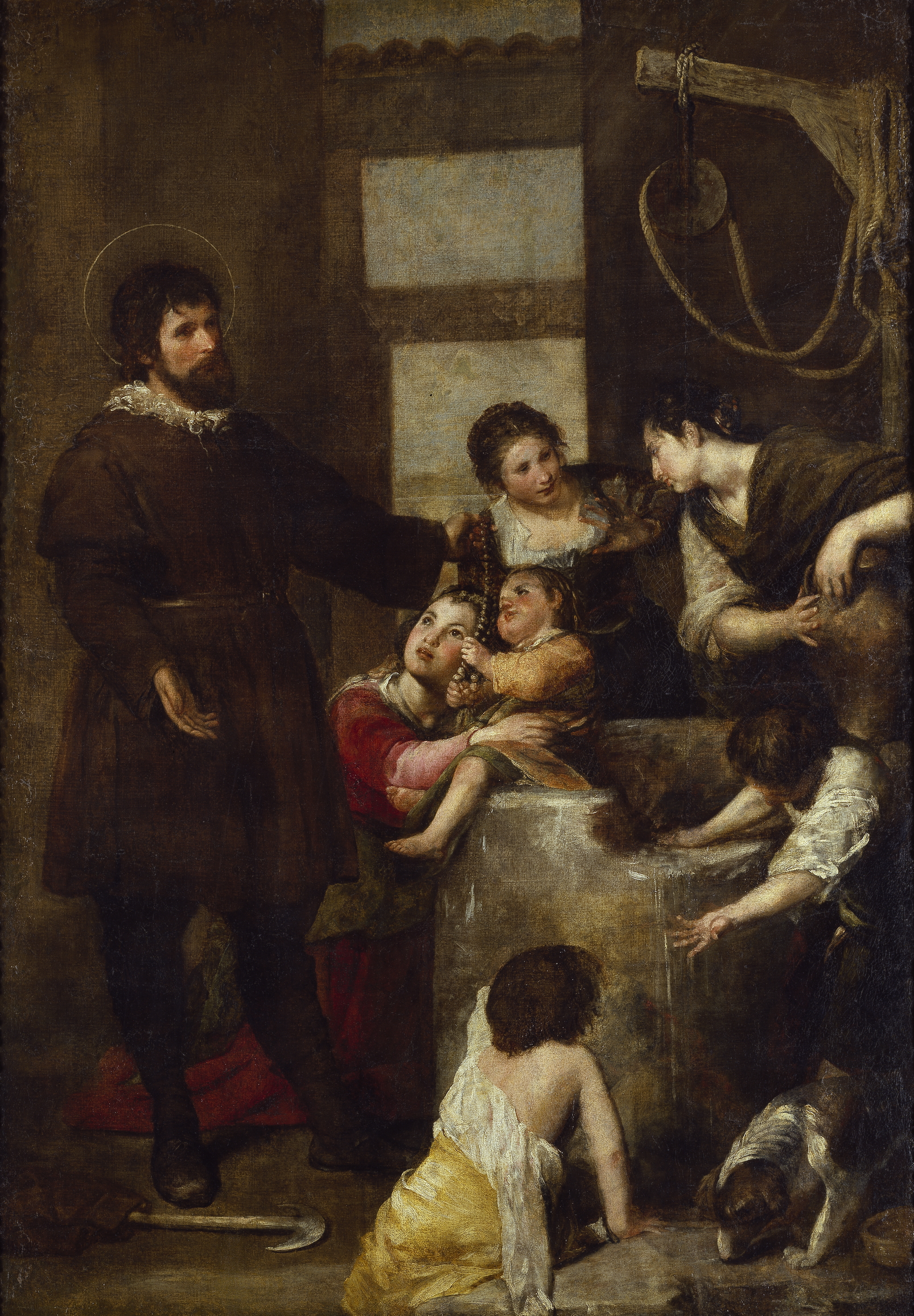
El Milagro del pozo. Cuadro realizado por Alonso Cano entre 1638 y 1640. A la izquierda se encuentra San Isidro Labrador.

- Virgen de la Dulce Espera.
- San Indalecio.
- San Aquileo Taumaturgo.[15]
- San Caleb.[15]
- Santa Dympna.[15]
- San Isidro Labrador.[15](imagen ilustrativa).
- Santa Juana de Lestonnac.[15]
- San Juan Bautista de la Salle.
- San Reticio de Autún.[15]
- San Ruperto de Bingen.[15]
- San Severino de Septempeda.[15]
- San Simplicio de Cerdeña.[15]
- San Torcuato, obispo.[15]
- San Witesindo de Córdoba.[15]
- Beato Andrés Abellón.[15]

 Por países
(Por orden alfabético)
- España: 
  - Madrid: San Isidro Labrador, patrón de Madrid.